# Lajos Thallóczy
Lajos Thallóczy, właśc. Lajos Stommer, także jako: Ludwig von Thallóczy (ur. 8 grudnia 1856 w Budzie, zm. 1 grudnia 1916 w Herceghalom) – węgierski historyk, bałkanista i urzędnik austro-węgierski.

## Życiorys
Był synem Benedeka Strommera i Margit Uhl. Jako przedstawiciel ministerstwa finansów Austro-Węgier pracował w Bośni i Hercegowinie. W 1904 roku przygotował obszerny raport poświęcony sytuacji szkolnictwa w Bośni po 26 latach okupacji austro-węgierskiej. W czasie I wojny światowej był cywilnym komisarzem terenów serbskich okupowanych przez Austro-Węgry (od stycznia do swej śmierci).
Nie ograniczał się do wykonywania obowiązków urzędnika, zajmując się także historią i heraldyką średniowiecznych Bałkanów. Zbiór jego badań nad Serbią i Bośnią ukazał się w Monachium w 1914 roku pod tytułem: Studien zur Geschichte Bosniens und Serbiens im Mittelalter. Ważnym elementem jego twórczości były prace poświęcone średniowiecznej Albanii. W 1916 roku w czasopiśmie Illyrisch-albanische Forschungen opublikował dzieło poświęcone Kanunowi Leka Dukagjiniego (kodeksowi prawa zwyczajowego). Teksty źródłowe dotyczące średniowiecznej Albanii (Acta et diplomata res Albaniae mediae aetatis illustrantia) zebrane przez Thalloczy’ego wydali drukiem Konstantin Jireček i Milan Šufflay.
Zginął w katastrofie kolejowej, gdy wracał z pogrzebu Franciszka Józefa I. Spoczął na cmentarzu Kerepesi w Budapeszcie.